# Remix Deluxe
Remix Deluxe é o primeiro álbum de remixes da banda britânica Sade, lançado em 10 de Junho de 1993, pelo selo Epic Records.
Como o sucesso do álbum Love Deluxe, lançado em 1992, a banda aproveita a visibilidade e lança alguns remixes de seus álbuns já lançados com dois b-sides incluídos, "Make Some Room" e "Super Bien Total".

## Faixas
1. "Feel No Pain" [Nellee Hooper Remix] (Adu/Hale, Andrew/Matthewman) - 5:12
2. "Love Is Stronger Than Pride" [Mad Professor Mix] (Adu/Hale, Andrew/Matthewman) - 4:28
3. "Make Some Room" (Adu/Hale, Andrew/Matthewman) - 5:00
4. "Paradise" [Ronin Remix] (Denman, S. Paul/Adu/Hale, Andrew/Matthewman) - 5:43
5. "Super Bien Total" (Osbourne/Hale, Andrew/Matthewman) - 6:51